# Saint-Étienne-de-Mer-Morte
Saint-Étienne-de-Mer-Morte (bretonisch: Sant-Stefan-Melveurzh) ist eine französische Gemeinde mit 1.764 Einwohnern (Stand: 1. Januar 2022) im Département Loire-Atlantique in der Region Pays de la Loire. Saint-Étienne-de-Mer-Morte gehört zum Arrondissement Nantes und zum Kanton Machecoul-Saint-Même. Die Einwohner werden Stéphanois und Stéphanoises genannt.

## Geographie
Saint-Étienne-de-Mer-Morte liegt an der Grenze der Landschaften Pays de Retz und Pays de Nantais etwa 30 Kilometer südwestlich von Nantes. Der Fluss Tenu begrenzt die Gemeinde im Nordosten. Umgeben wird Saint-Étienne-de-Mer-Morte von den Nachbargemeinden La Marne im Norden, La Limouzinière im Nordosten, Corcoué-sur-Logne im Osten, Touvois im Süden und Südosten, Froidfond im Süden und Südwesten, La Garnache im Südwesten sowie Paulx im Westen und Nordwesten.

## Bevölkerungsentwicklung
| Jahr      | 1962 | 1968 | 1975 | 1982 | 1990 | 1999 | 2006 | 2017 |
| --------- | ---- | ---- | ---- | ---- | ---- | ---- | ---- | ---- |
| Einwohner | 1210 | 1169 | 1078 | 995  | 1041 | 1003 | 1231 | 1733 |

## Sehenswürdigkeiten

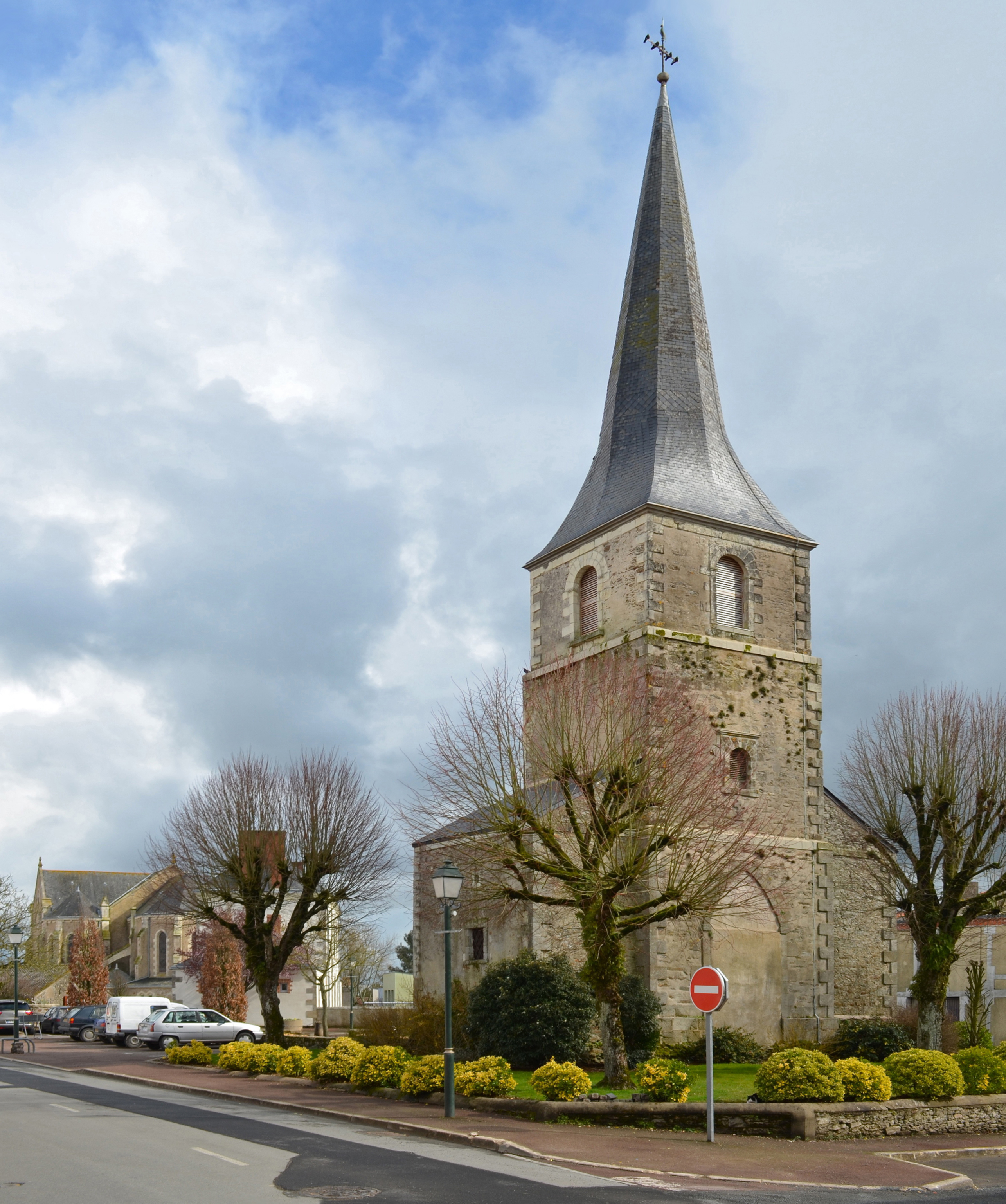
Glockenturm

- Kirche Saint-Étienne aus dem Jahre 1885 mit freistehendem Glockenturm der früheren romanischen Kirche aus dem 12. Jahrhundert

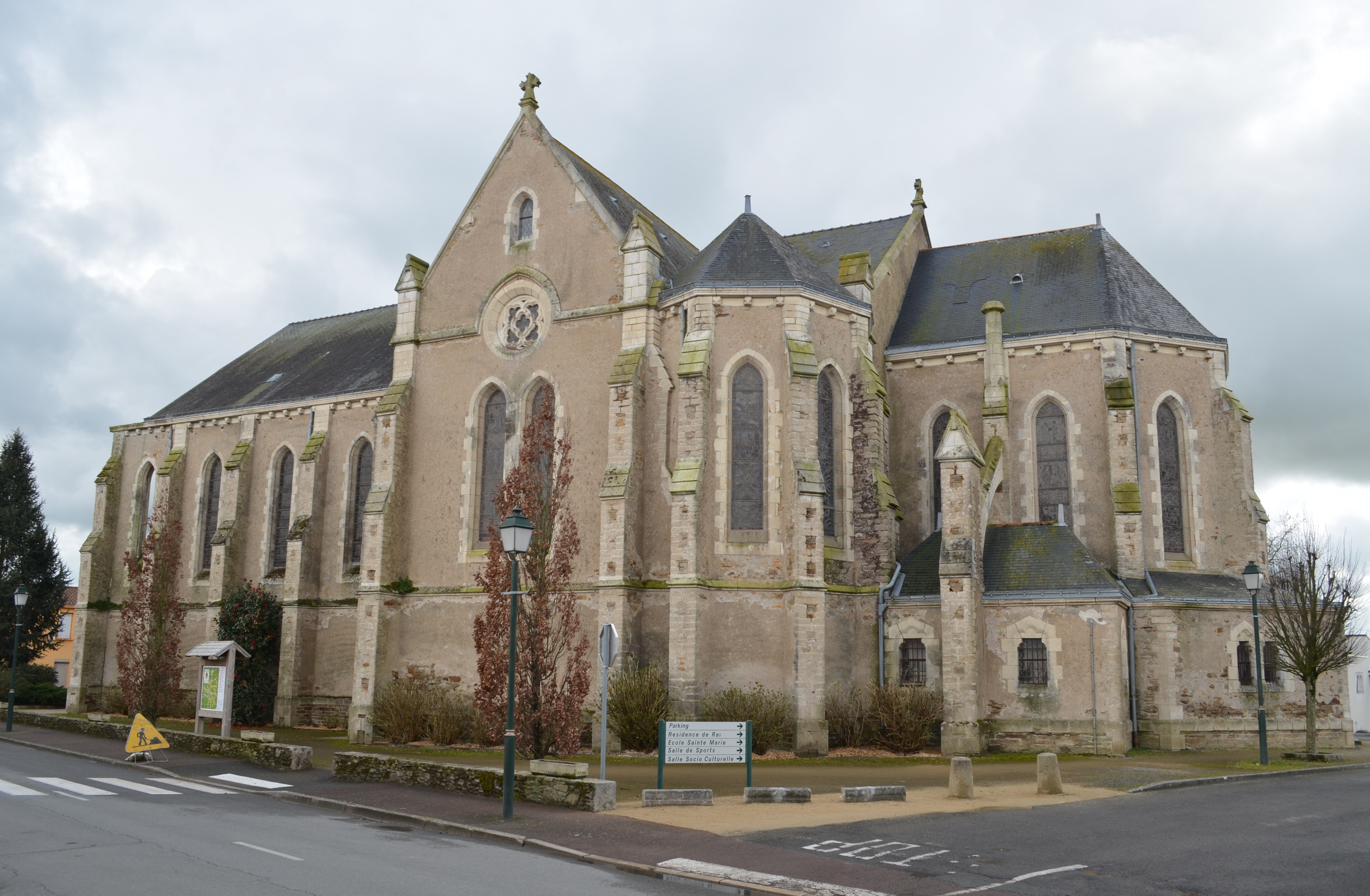
Kirche Saint-Étienne

- Reste des Schlosses
- Calvaires

## Gemeindepartnerschaften
Mit der deutschen Gemeinde Ühlingen-Birkendorf in Baden-Württemberg und der britischen Gemeinde Shifnal in Shropshire (England) bestehende Partnerschaften.